# Phillip Law
Phillip Garth Law (21 de abril de 1912 - 28 de fevereiro de 2010) foi um cientista e explorador australiano.